# Kuniko Ozaki
Kuniko Ozaki (jap. 尾崎 久仁子, Ozaki Kuniko; * 20. Februar 1956) ist eine japanische Diplomatin. Nach verschiedenen leitenden Positionen im Justiz- und im Außenministerium ihres Heimatlandes sowie bei internationalen Organisationen, unter anderem beim Büro der Vereinten Nationen für Drogen- und Verbrechensbekämpfung, fungierte sie von 2010 bis 2019 als Richterin und von 2015 bis 2018 als Vizepräsidentin am Internationalen Strafgerichtshof.

## Leben
Kuniko Ozaki wurde 1956 geboren und absolvierte ihre akademische Ausbildung an der Universität Tokio, an der sie 1978 einen B.A.-Abschluss erlangte, sowie an der University of Oxford, an der sie 1982 ein Studium der internationalen Beziehungen als M.Phil. beendete. Sie begann anschließend eine diplomatische Laufbahn im japanischen Außenministerium, in dem sie zunächst bis 1986 in der Rechtsabteilung und danach bis 1989 in der Abteilung für Meeresangelegenheiten tätig war. Bis 1993 wirkte sie dann in der Abteilung für Wirtschafts- und Umweltangelegenheiten und von 1993 bis 1995 in der ständigen Vertretung Japans bei den Vereinten Nationen. Anschließend wechselte sie in das Justizministerium, wo sie von 1995 bis 1998 als Spezialistin für Strafrechtsangelegenheiten fungierte und in dieser Funktion der japanischen Delegation zu verschiedenen Vertragsverhandlungen in diesem Bereich angehörte, unter anderem zum Vorbereitungskomitee für die Errichtung des Internationalen Strafgerichtshofs. Bis 1999 leitete sie dann im Justizministerium die Abteilung für Flüchtlingsangelegenheiten.
Zusätzlich war sie im Außenministerium von 1991 bis 2001 Direktorin der Abteilung für Menschenrechte und humanitäre Angelegenheiten. Von 2001 bis 2004 unterrichtete sie als Professorin an der Universität Tōhoku und von 2003 bis 2004 auch an der Universität Kōbe. Anschließend war sie von 2004 bis 2006 in der ständigen Vertretung Japans bei den internationalen Organisationen in Wien tätig und dort für die Internationale Atomenergie-Organisation und die Nuclear Suppliers Group zuständig. Bis 2009 fungierte sie als Direktorin der Vertragsabteilung des Büros der Vereinten Nationen für Drogen- und Verbrechensbekämpfung sowie ab April des gleichen Jahres im japanischen Außenministerium als beauftragte Botschafterin für die Biodiversitätskonvention. 
Im November 2009 wurde Kuniko Ozaki zur Richterin an den Internationalen Strafgerichtshof in Den Haag gewählt. Sie kandidierte dabei entsprechend den Vorgaben des Rom-Statuts auf der Kandidatenliste B für Kandidaten mit Qualifikationen im Bereich des Völkerrechts und setzte sich im ersten Wahlgang durch. Ihre Amtszeit begann am 20. Januar 2010 und lief für die verbliebene turnusgemäße Amtsdauer ihrer im Amt verstorbenen Vorgängerin Fumiko Saiga bis zum 11. März 2018. Sie blieb auch darüber hinaus im Amt und trat 2019 sogar von ihrer Ernennung zur japanischen Botschafterin in Estland zurück, um ihre Tätigkeit als Richterin fortsetzen zu können. Am 7. November 2019 schied Ozaki nach Abschluss ihres letzten Prozesses aus dem Internationalen Strafgerichtshof aus.